# Storia del futuro
Storia del futuro è il secondo album in studio del cantautore italiano Bianco, pubblicato nel 2015.

## Tracce
1. La notte porta conigli
2. Storia del futuro
3. La solitudine perché c'è? (feat. Tommaso Cerasuolo)
4. Scoria
5. Il bosco dell'amore
6. La strada tra la terra e il sole
7. Mi piace come ridi tu
8. Morto
9. Fulminato
10. Jpg
11. Quasi vivo